# طلب الطعام عبر الإنترنت
طلب الطعام عبر الإنترنت (بالإنجليزية: Online food ordering)‏، هي آلية لطلب الطعام من خلال موقع الويب الخاص بالمطعم أو تطبيق الهاتف المحمول، أو من خلال موقع أو تطبيق متعدد المطاعم. يمكن للعميل اختيار طريقة تسليم الطعام إما عن طريق التوصيل أو الاستلام من المطعم، وتتكون الخطوات من اختيار للمطعم الذي يختاره العميل، ومشاهدة عناصر القائمة، واختيار عنصر منها، وأخيرًا اختيار طريقة التسليم، ثم تتم إدارة الدفع عن طريق الدفع ببطاقة الدفع أو بطاقة خصم من خلال التطبيق أو الموقع الإلكتروني أو نقدًا في المطعم عند الذهاب للاستلام، أو الدفع لموّصل الطلب في حال التوصيل، يُعلم موقع الويب والتطبيق العميل بنوعية الطعام ومدة إعداد الطعام ومتى يكون الطعام جاهزًا للاستلام أو مقدار الوقت الذي يستغرقه التسليم.
ازداد سوق طلب الطعام عبر الإنترنت في الولايات المتحدة حيث طلب 40 بالمائة من البالغين في الولايات المتحدة طعامهم عبر الإنترنت مرة واحدة. يشتمل سوق طلب الطعام عبر الإنترنت على الأطعمة التي أعدتها المطاعم، والتي أعدها أشخاص مستقلون، وأيضًا محلات البقالة.

## تاريخ
أول طلب غذائي عبر الإنترنت كان بيتزا من بيتزا هت في عام 1994.
تأسست أول خدمة لطلب الطعام عبر الإنترنت، World Wide Waiter (المعروفة الآن باسم Waiter.com) ، في عام 1995. كان الموقع في الأصل يخدم شمال كاليفورنيا فقط، ثم توسع لاحقًا ليشمل عدة مدن إضافية في الولايات المتحدة.
مؤخرا تم تطبيق خدمات طلب الطعام عبر الإنترنت في الوطن العربي.

## التحكم في المطعم
طلب الطعام عبر الإنترنت الذي يتم التحكم فيه بواسطة المطاعم، تقوم المطاعم بإنشاء موقع الويب الخاص بها والتطبيق أو اختيار بائع. إذا اختاروا إنشاء موقع الويب الخاص بهم فإنهم يتأكدون من شراء برنامج يدير الطلبات بكفاءة، مما يعني أن لديه القدرة على إدارة الطلبات المختلفة دفعة واحدة. عندما يتم إضافة المطعم، يكون هنالك مقابل رسوم شهرية أو رسوم على أساس النسبة المئوية. ويغطي البائع التكاليف.

## خدمات التطبيقات الغذائية عبر الإنترنت
في بعض الأحيان تتعاون المطاعم مع خدمات تطبيق الطعام عبر الإنترنت لوضع مطعمها في طلباتها. في هذه الحالة، تركز المطاعم فقط على إعداد الطلب. توفر خدمات التطبيق قائمة المطاعم المتوفرة الذين يقدمون الطعام للمستهلك.